# Bousculade du festival d'Astroworld
 (novembre 2021).
Si vous disposez d'ouvrages ou d'articles de référence ou si vous connaissez des sites web de qualité traitant du thème abordé ici, merci de compléter l'article en donnant les références utiles à sa vérifiabilité et en les liant à la section « Notes et références ».
La bousculade du festival d'Astroworld est survenue le 5 novembre 2021 à 21 h 15 lors de la première nuit de l'édition 2021 du festival d'Astroworld (en) au NRG Park de Houston (Texas). Le bilan de huit morts au moment des faits s'alourdit à dix morts à la suite du décès de deux blessés dans les jours qui suivent.

## Ouverture des portes
Seulement trois personnes avaient été blessées dans la bousculade de l'édition 2019 du festival Astroworld, qui accueillait déjà officiellement environ 50 000 festivaliers. Le 5 novembre, pour l'ouverture de l'édition 2021, des centaines de fans (chiffre impossible à estimer) avaient envahi l'enceinte du festival et ont forcé l'entrée, en renversant barrières et détecteurs de métaux, et échappant à toute forme de contrôle.

## Déroulement
Selon le chef des pompiers de Houston, la foule commence « à se comprimer vers le devant de la scène », sur la partie gauche (la plus proche de l'entrée) entre 21 h et 21 h 15. À mesure que la soirée avance, les chutes et les malaises s'enchaînent, alors que Travis Scott, cofondateur du festival , se produit sur scène.
La bousculade provoque la mort de huit personnes, causée par asphyxie et piétinement. Dix-sept autres personnes sont évacuées vers des hôpitaux locaux, dont onze en état d'arrêt cardiaque, et plus de 300 personnes sont prises en charge pour des blessures dans le centre de soin temporaire du festival.  À la suite de cette catastrophe, la deuxième nuit  du festival  du 6 novembre est annulée.
Un centre de regroupement est mis en place pour les familles à la recherche de leurs proches.

## Conséquences
Les autorités affirment que Travis Scott n’aurait pas agi assez rapidement, alors qu’il connaissait la gravité de la situation. En effet, alors que les spectateurs demandaient l'arrêt du concert pour secourir les blessés, en particulier lorsque le rappeur a stoppé une chanson pour permettre l'évacuation d'une personne dans la partie droite de la fosse, il l'a poursuivi.
Le rappeur a affirmé à la police de Houston qu'on lui a demandé, par écouteur, de « finir vite car ça devenait chaud ». Dans un message posté sur Instagram, il affirme également ne pas avoir été informé de la gravité des bousculades avant 2h du matin ; il n'y présente aucune forme d'excuse.
Lors des procès au pénal, absolument toutes les parties concernées par l'organisation de ce festival ont été exonérées par la justice de quelque responsabilité que ce soit dans le décès des 10 festivaliers, ni dans les blessures physiques (et psychologiques) des autres.
Dans les mois qui ont suivi l'incident, d'innombrables poursuites ont été intentées contre le rappeur et les organisateurs du concert. Depuis 2024, les procès intentés par les familles des dix victimes ont été réglés. Bien d'autres plaintes au civil sont en cours.
En 2022, la ville de Houston et le comté de Harris ont annoncé la mise à jours des conditions d'organisation et de gestion des grands événements au NRG Park.

## Documentaire
Un numéro de Chaos d'anthologie diffusé sur Netflix en 2025 revient sur la bousculade.